# جامعة داغستان التقنية الحكومية
جامعة داغستان التقنية الحكومية (بالروسية: Дагестанский государственный технический университет) - هي مركز تعليمي وعلمي الواقعة في عاصمة داغستان محج قلعة.
أسست الجامعة في عام 1972 كفرع جامعة سانت بطرسبورغ لبناء سفن.
توظف الجامعة أكثر من 108 دكاترة العلوم وأساتذة الجامعات، وأكثر من 300 ماجستير، المجموع - أكثر من 600 من المعلمين المؤهلين تأهيلا عاليا، و 24 من موظفي الجامعة هم أعضاء المقابلة والأكاديميين من مختلف الأكاديميات.

## الكليات
- كلية تقنيات الكمبيوتر ومرافق الكمبيوتر والطاقة
- كلية الهندسة المعمارية والبناء
- كلية الهندسة والاقتصاد
- كلية نظم المعلومات والتمويل ومراجعة الحسابات
- كلية الإلكترونيات اللاسلكية والاتصالات وتقنيات الوسائط المتعددة
- كلية التكنولوجية
- كلية النفط والغاز وإدارة البيئية
- كلية الفحص الجمركي والطب الشرعي (يشمل الاجتماعي-الإنساني)
- كلية النقل
- كلية التدريب المتقدم وإعادة التدريب
- كلية كلية تدريب الماجستير

## رؤساء الجامعة
1. محمدوف طامل محمدوفيتش - رئيس الجامعة (1972-1985)
2. أمينوف مائيل سلطانوفيتش - رئيس الجامعة (1985-2002)
3. إسماعيلوف طاهر عبد الرشيدوفيتش - رئيس الجامعة (2002 - حتى الآن)

## الطلاب المشهورين
- سليمان كريموف - ملياردير، رجل الاعمل الروسي (الداغستاني) ورئيس شركة «نفطا – موسكو» المالية الصناعية والعضو في مجلس الاتحاد الروسي.

## المتقدمين للحصول على درجة الماجستير
- رمضان قديروف - رئيس الشيشان

1. ↑  "معلومات عن جامعة داغستان التقنية الحكومية على موقع grid.ac". grid.ac. مؤرشف من الأصل في 2019-12-16.